# Montmirey-la-Ville
Montmirey-la-Ville è un comune francese di 191 abitanti situato nel dipartimento del Giura nella regione della Borgogna-Franca Contea.

## Società

### Evoluzione demografica
Abitanti censiti